# Ternana Calcio 2025-2026
Questa voce raccoglie le informazioni riguardanti la Ternana Calcio nelle competizioni ufficiali della stagione 2025-2026.

## Stagione
La stagione 2025-2026 sarà per la Ternana la 40ª partecipazione alla terza serie del Campionato italiano di calcio.
I rossoverdi svolgeranno il ritiro precampionato a Cascia, in provincia di Perugia, dal  12 luglio al 2 agosto.

## Divise e sponsor
Il Main Sponsor per la stagione 2025-2026, in concomitanza con il centenario della società, è "Anno 100" , mentre lo sponsor tecnico è Macron.

## Organigramma societario
Tratto dal sito ufficiale.
Area direttiva
- Presidente: Stefano D’Alessandro
- Direttore operativo: Giuseppe Mangiarano

Area organizzativa
- Segretaria sportiva: Vanessa Fenili
- Segretaria organizzativa: Francesca Caffarelli
- Team manager: Mattia Stante

Area marketing
- Ufficio marketing: Sergio Salvati

Area sanitaria
- Responsabile: Dr.ssa Alessandra Favoriti
- Medici sociali: Dr. Carmelo Gentile
- Fisioterapisti: Valerio Caroli, Daniele Marchetti, Federico Petrucci

Area comunicazione
- Responsabile della Comunicazione: Lorenzo Modestino
- Social Media Manager: Gloria Panfili

Area tecnica
- Direttore sportivo: Carlo Mammarella
- Allenatore:  Fabio Liverani
- Allenatore in seconda: Claudio Bellucci
- Collaboratore tecnico: Luca Casali, Federico Fabellini
- Preparatore atletico: Maurizio Cantarelli
- Preparatore dei portieri: Adalberto Grigioni

## Rosa
Tratto dal sito ufficiale.
In corsivo i calciatori ceduti a stagione in corso.
Rosa aggiornata al 16 agosto 2025.
| N. |                      | Ruolo | Calciatore               |
| -- | -------------------- | ----- | ------------------------ |
| 1  | Italia (bandiera)    | P     | Tommaso Vitali           |
| 3  | Italia (bandiera)    | D     | Fabio Tito               |
| 4  | Italia (bandiera)    | C     | Andrea Vallocchia        |
| 6  | Italia (bandiera)    | D     | Giuseppe Loiacono        |
| 7  | Italia (bandiera)    | C     | Federico Romeo           |
| 8  | Irlanda (bandiera)   | C     | Edward John McJannet     |
| 9  | Argentina (bandiera) | A     | Alexis Ferrante          |
| 11 | Italia (bandiera)    | A     | Gabriele Capanni         |
| 13 | Italia (bandiera)    | D     | Alessio Maestrelli       |
| 17 | Italia (bandiera)    | C     | Salvatore Aloi           |
| 19 | Italia (bandiera)    | D     | Marco Capuano (capitano) |
| 20 | Italia (bandiera)    | D     | Francesco Donati         |
| 21 | Italia (bandiera)    | A     | Alessio Curcio           |

| N. |                   | Ruolo | Calciatore            |
| -- | ----------------- | ----- | --------------------- |
| 22 | Italia (bandiera) | P     | Denis Franchi         |
| 27 | Italia (bandiera) | A     | Ottavio Garau         |
| 30 | Italia (bandiera) | C     | Marcelo Orellana Cruz |
| 31 | Italia (bandiera) | A     | Pietro Rovaglia       |
| 33 | Italia (bandiera) | P     | Alessandro Morlupo    |
| 44 | Italia (bandiera) | A     | Enrico Brignola       |
| 57 | Italia (bandiera) | D     | Giulio Biondini       |
| 77 | Italia (bandiera) | C     | Federico Viviani      |
| 87 | Italia (bandiera) | D     | Bruno Martella        |
| 99 | Italia (bandiera) | A     | Alfredo Donnarumma    |
|    | Italia (bandiera) | C     | Mattia Proietti       |
|    | Italia (bandiera) | A     | Vittorio Satalino     |

## Calciomercato

### Sessione estiva(dal 1º/7 al 1º/9)
| Acquisti | Acquisti              | Acquisti      | Acquisti             |
| R.       | Nome                  | da            | Modalità             |
| -------- | --------------------- | ------------- | -------------------- |
| P        | Denis Franchi         | Pro Vercelli  | fine prestito        |
| P        | Alessandro Morlupo    | Ostia Mare    | fine prestito        |
| D        | Giulio Biondini       | Desenzano     | fine prestito        |
| C        | Mattia Proietti       | Gubbio        | scambio con Fazzi    |
| C        | Edward John McJannet  | Lecce         | prestito             |
| C        | Samuele Damiani       | Palermo       | riscatto, 180 mila € |
| C        | Marcelo Orellana Cruz | Vis Pesaro    | prestito             |
| A        | Gabriele Capanni      | Team Altamura | fine prestito        |
| A        | Pietro Cianci         | Catania       | riscatto, 100 mila € |
| A        | Vittorio Satalino     | Forsempronese | fine prestito        |
| A        | Ottavio Garau         | Paradiso      | fine prestito        |
| A        | Pietro Rovaglia       | Gubbio        | fine prestito        |

| Cessioni | Cessioni              | Cessioni    | Cessioni             |
| R.       | Nome                  | a           | Modalità             |
| -------- | --------------------- | ----------- | -------------------- |
| P        | Gianmarco Vannucchi   | Benevento   | definitivo           |
| P        | Pietro Passador       | Torino      | fine prestito        |
| D        | Nicolò Fazzi          | Gubbio      | scambio con Proietti |
| D        | Tiago Casasola        | Catania     | definitivo           |
| D        | Dimo Krăstev          | Fiorentina  | fine prestito        |
| C        | Vincenzo Millico      | Casarano    | definitivo           |
| C        | Kees de Boer          | Salernitana | svincolato           |
| C        | Samuele Damiani       | Ascoli      | definitivo           |
| C        | Aaron Ciammaglichella | Torino      | fine prestito        |
| C        | Giovanni Corradini    | Spezia      | fine prestito        |
| A        | Carlos Mattheus       |             | svincolato           |
| A        | Emanuele Cicerelli    | Catania     | fine prestito        |
| A        | Pietro Cianci         | Arezzo      | definitivo           |

## Risultati

### Coppa Italia

#### Turno preliminare
| Arbitro: | Poli (Verona) |

|                                                   |           |  |
| Russo 16’ Franzoni 59’ Fumagalli 70’ Di Mario 85’ | Marcatori |  |

### Coppa Italia Serie C
| Terni 29 ottobre 2025, ore CET Secondo turno | Ternana | – | Campobasso | Stadio Libero Liberati |

## Statistiche

### Statistiche di squadra
Statistiche aggiornate all'11 agosto 2025
| Competizione         | Punti | In casa | In casa | In casa | In casa | In casa | In casa | In trasferta | In trasferta | In trasferta | In trasferta | In trasferta | In trasferta | Totale | Totale | Totale | Totale | Totale | Totale | DR |
| Competizione         | Punti | G       | V       | N       | P       | Gf      | Gs      | G            | V            | N            | P            | Gf           | Gs           | G      | V      | N      | P      | Gf     | Gs     | DR |
| -------------------- | ----- | ------- | ------- | ------- | ------- | ------- | ------- | ------------ | ------------ | ------------ | ------------ | ------------ | ------------ | ------ | ------ | ------ | ------ | ------ | ------ | -- |
| Serie C              | -     | -       | -       | -       | -       | -       | -       | -            | -            | -            | -            | -            | -            | -      | -      | -      | -      | -      | -      | -  |
| Coppa Italia         | -     | 0       | 0       | 0       | 0       | 0       | 0       | 1            | 0            | 0            | 1            | 0            | 4            | 1      | 0      | 0      | 1      | 0      | 4      | -4 |
| Coppa Italia Serie C | -     | -       | -       | -       | -       | -       | -       | -            | -            | -            | -            | -            | -            | -      | -      | -      | -      | -      | -      | -  |
| Totale               | -     | 0       | 0       | 0       | 0       | 0       | 0       | 1            | 0            | 0            | 1            | 0            | 4            | 1      | 0      | 0      | 1      | 0      | 4      | -4 |

### Andamento in campionato
| Giornata  | 1 | 2 | 3 | 4 | 5 | 6 | 7 | 8 | 9 | 10 | 11 | 12 | 13 | 14 | 15 | 16 | 17 | 18 | 19 | 20 | 21 | 22 | 23 | 24 | 25 | 26 | 27 | 28 | 29 | 30 | 31 | 32 | 33 | 34 | 35 | 36 | 37 | 38 |
| --------- | - | - | - | - | - | - | - | - | - | -- | -- | -- | -- | -- | -- | -- | -- | -- | -- | -- | -- | -- | -- | -- | -- | -- | -- | -- | -- | -- | -- | -- | -- | -- | -- | -- | -- | -- |
| Luogo     |   |   |   |   |   |   |   |   |   |    |    |    |    |    |    |    |    |    |    |    |    |    |    |    |    |    |    |    |    |    |    |    |    |    |    |    |    |    |
| Risultato |   |   |   |   |   |   |   |   |   |    |    |    |    |    |    |    |    |    |    |    |    |    |    |    |    |    |    |    |    |    |    |    |    |    |    |    |    |    |
| Posizione |   |   |   |   |   |   |   |   |   |    |    |    |    |    |    |    |    |    |    |    |    |    |    |    |    |    |    |    |    |    |    |    |    |    |    |    |    |    |

Fonte: Lega Pro
Legenda:

Luogo: N = Campo neutro; C = Casa; T = Trasferta. Risultato: V = Vittoria; N = Pareggio; S = Sconfitta.
- = Turno di riposo.

### Statistiche dei giocatori
In corsivo i calciatori ceduti a stagione in corso.
| Giocatore     | Serie C  | Serie C | Serie C     | Serie C    | Coppa Italia | Coppa Italia | Coppa Italia | Coppa Italia | Coppa Italia Serie C | Coppa Italia Serie C | Coppa Italia Serie C | Coppa Italia Serie C | Totale   | Totale | Totale      | Totale     |
| Giocatore     | Presenze | Reti    | Ammonizioni | Espulsioni | Presenze     | Reti         | Ammonizioni  | Espulsioni   | Presenze             | Reti                 | Ammonizioni          | Espulsioni           | Presenze | Reti   | Ammonizioni | Espulsioni |
| ------------- | -------- | ------- | ----------- | ---------- | ------------ | ------------ | ------------ | ------------ | -------------------- | -------------------- | -------------------- | -------------------- | -------- | ------ | ----------- | ---------- |
| S. Aloi       | 0        | 0       | 0           | 0          | 0            | 0            | 0            | 0            | 0                    | 0                    | 0                    | 0                    | 0        | 0      | 0           | 0          |
| G. Biondini   | 0        | 0       | 0           | 0          | 1            | 0            | 0            | 0            | 0                    | 0                    | 0                    | 0                    | 1        | 0      | 0           | 0          |
| E. Brignola   | 0        | 0       | 0           | 0          | 0            | 0            | 0            | 0            | 0                    | 0                    | 0                    | 0                    | 0        | 0      | 0           | 0          |
| T. Bruti      | 0        | 0       | 0           | 0          | 1            | 0            | 0            | 0            | 0                    | 0                    | 0                    | 0                    | 1        | 0      | 0           | 0          |
| G. Capanni    | 0        | 0       | 0           | 0          | 0            | 0            | 0            | 0            | 0                    | 0                    | 0                    | 0                    | 0        | 0      | 0           | 0          |
| M. Capuano    | 0        | 0       | 0           | 0          | 1            | 0            | 0            | 0            | 0                    | 0                    | 0                    | 0                    | 1        | 0      | 0           | 0          |
| A. Coltorti   | 0        | 0       | 0           | 0          | 1            | 0            | 0            | 0            | 0                    | 0                    | 0                    | 0                    | 1        | 0      | 0           | 0          |
| A. Curcio     | 0        | 0       | 0           | 0          | 0            | 0            | 0            | 0            | 0                    | 0                    | 0                    | 0                    | 0        | 0      | 0           | 0          |
| S. Damiani    | 0        | 0       | 0           | 0          | 0            | 0            | 0            | 0            | 0                    | 0                    | 0                    | 0                    | 0        | 0      | 0           | 0          |
| F. Donati     | 0        | 0       | 0           | 0          | 0            | 0            | 0            | 0            | 0                    | 0                    | 0                    | 0                    | 0        | 0      | 0           | 0          |
| A. Donnarumma | 0        | 0       | 0           | 0          | 1            | 0            | 0            | 0            | 0                    | 0                    | 0                    | 0                    | 1        | 0      | 0           | 0          |
| N. Fazzi      | 0        | 0       | 0           | 0          | 0            | 0            | 0            | 0            | 0                    | 0                    | 0                    | 0                    | 0        | 0      | 0           | 0          |
| A. Ferrante   | 0        | 0       | 0           | 0          | 1            | 0            | 0            | 0            | 0                    | 0                    | 0                    | 0                    | 1        | 0      | 0           | 0          |
| D. Franchi    | 0        | -0      | 0           | 0          | 0            | -0           | 0            | 0            | 0                    | -0                   | 0                    | 0                    | 0        | -0     | 0           | 0          |
| O. Garau      | 0        | 0       | 0           | 0          | 0            | 0            | 0            | 0            | 0                    | 0                    | 0                    | 0                    | 0        | 0      | 0           | 0          |
| G. Loiacono   | 0        | 0       | 0           | 0          | 0            | 0            | 0            | 0            | 0                    | 0                    | 0                    | 0                    | 0        | 0      | 0           | 0          |
| M. Longoni    | 0        | 0       | 0           | 0          | 1            | 0            | 0            | 0            | 0                    | 0                    | 0                    | 0                    | 1        | 0      | 0           | 0          |
| A. Maestrelli | 0        | 0       | 0           | 0          | 1            | 0            | 0            | 0            | 0                    | 0                    | 0                    | 0                    | 1        | 0      | 0           | 0          |
| B. Martella   | 0        | 0       | 0           | 0          | 1            | 0            | 0            | 0            | 0                    | 0                    | 0                    | 0                    | 1        | 0      | 0           | 0          |
| E. McJannet   | 0        | 0       | 0           | 0          | 1            | 0            | 0            | 0            | 0                    | 0                    | 0                    | 0                    | 1        | 0      | 0           | 0          |
| A. Morlupo    | 0        | -0      | 0           | 0          | 0            | -0           | 0            | 0            | 0                    | -0                   | 0                    | 0                    | 0        | -0     | 0           | 0          |
| M. Orellana   | 0        | 0       | 0           | 0          | 1            | 0            | 0            | 0            | 0                    | 0                    | 0                    | 0                    | 1        | 0      | 0           | 0          |
| F. Romeo      | 0        | 0       | 0           | 0          | 1            | 0            | 0            | 0            | 0                    | 0                    | 0                    | 0                    | 1        | 0      | 0           | 0          |
| P. Rovaglia   | 0        | 0       | 0           | 0          | 0            | 0            | 0            | 0            | 0                    | 0                    | 0                    | 0                    | 0        | 0      | 0           | 0          |
| V. Satalino   | 0        | 0       | 0           | 0          | 0            | 0            | 0            | 0            | 0                    | 0                    | 0                    | 0                    | 0        | 0      | 0           | 0          |
| F. Tito       | 0        | 0       | 0           | 0          | 0            | 0            | 0            | 0            | 0                    | 0                    | 0                    | 0                    | 0        | 0      | 0           | 0          |
| M. Turella    | 0        | 0       | 0           | 0          | 1            | 0            | 0            | 0            | 0                    | 0                    | 0                    | 0                    | 1        | 0      | 0           | 0          |
| A. Vallocchia | 0        | 0       | 0           | 0          | 1            | 0            | 0            | 0            | 0                    | 0                    | 0                    | 0                    | 1        | 0      | 0           | 0          |
| T. Vitali     | 0        | -0      | 0           | 0          | 1            | -4           | 0            | 0            | 0                    | -0                   | 0                    | 0                    | 1        | -4     | 0           | 0          |
| F. Viviani    | 0        | 0       | 0           | 0          | 0            | 0            | 0            | 0            | 0                    | 0                    | 0                    | 0                    | 0        | 0      | 0           | 0          |

## Giovanili

### Organigramma
Area direttiva
- Responsabile settore giovanile: Silvio Paolucci
- Direttore settore giovanile: Antonio Palladinetti
- Coordinatore settore giovanile: Leonardo Di Pasquale

Allievi Nazionali Under 16
- Allenatore: Mario Costantini
- Allenatore in seconda: Milko Annarilli
- Preparatore dei portieri: Alessandro Proietti

Primavera 2
- Allenatore: Stefano Morrone
- Team Manager: Michele Ratini

Giovanissimi Nazionali Under 15
- Allenatore: Maurizio Caccavale

Allievi Nazionali Under 17
- Allenatore: Marco Di Loreto
- Allenatore in seconda: Francesco Felli

Under 14
- Allenatore: Luca Battistoni